# فرانس پیرایر
فرانس پیرایر (انگلیسی: Frans Peeraer; ۱۵ فوریهٔ ۱۹۱۳ – ۲۸ مارس ۱۹۸۸) بازیکن فوتبال اهل بلژیک بود.
وی همچنین در تیم ملی فوتبال بلژیک بازی کرده‌است.